# Återtjärnen (Fjällsjö socken, Ångermanland)
Återtjärnen är en sjö i Strömsunds kommun i Ångermanland och ingår i Ångermanälvens huvudavrinningsområde.